# Предња комуникациона артерија
Предња комуникациона артерија (ПКА) је кратак крвни суд (приближно 4 мм дужине) која повезује леву и десну предњу церебралну артерију, формирајући предњу границу Вилисовог можданог артеријског круга. Заједно са базиларном артеријом, она  је један од два мождана крвна суда који нису упарени.

## Анатомија и функција
Поред формирања анастомотског канала између предњих церебралних артерија, функције предње комуникационе артерије су и да доприносе снабдевању крвљу одређених делова мозга. Преко својих антеромедијалних централних грана, ова артерија снабдева крвау:
- делове оптичке хијазме,
- ламину терминалис,
- преоптичке и супраоптичке области хипоталамуса,
- параолфакторне области фронталног кортекса,
- предње стубове форникса и цингуларног гируса.